# Hrastje (Šentjernej, Slovenija)
Hrastje je naselje u slovenskoj Općini Šentjerneju. Hrastje se nalazi u pokrajini Dolenjskoj i statističkoj regiji Donjoposavskoj regiji. 

## Stanovništvo
Prema popisu stanovništva iz 2002. godine naselje je imalo 95 stanovnika.